# Ayarahalli, Mysore
Ayarahalli là một làng thuộc tehsil Mysore, huyện Mysore, bang Karnataka, Ấn Độ.